# St. Paul (Alaska)
St. Paul è una città degli Stati Uniti d'America, situata nella Census Area delle Aleutine occidentali, nello Stato dell'Alaska. La comunità si trova sull'isola di Saint Paul, una sperduta isola delle Pribilof, nel mare di Bering. È una rinomata località per il birdwatching.